# Regenbogenmakrele
Die Regenbogenmakrele (Elagatis bipinnulata) ist eine Fischart aus der Familie der Stachelmakrelen (Carangidae).

## Beschreibung
Der spindelförmig gestreckte Rumpf des bis zu 1,2 m langen Raubfisches deutet auf einen schnellen Hochsee-Schwimmer hin. Rücken und Flanken sind hellblau, über die Flanken ziehen sich (meist zwei) goldgelbe Längsstreifen. Der untere, kräftigste Streifen beginnt direkt hinter dem Auge und erstreckt sich über die Körpermitte bis zur Schwanzwurzel. Rücken und Streifenübergänge schillern grünlich. Die Bauchseite ist silbrig. Dieser schillernde Kontrast von hellblauen, grünlichen und gelben Streifen brachte der Regenbogen-Makrele ihren Namen ein.
Die Flossen sind spitz, die Schwanzflosse ist tief gegabelt. Die Flossenspitzen sind gelblich überlaufen wie bei den verwandten Bernsteinmakrelen. Der Rückenflosse gehen 6 separate, unauffällige Stacheln voraus, die durch eine deutliche Kerbe vom Weichteil der Rückenflosse getrennt sind. Stützfinnen (Fettflossen) sowie Rinnen sind am Schwanzstiel vorhanden. Die Brustflossen sind ebenfalls spitz, aber nicht übermäßig verlängert.
Der Kopf ist langgestreckt, das Maul zugespitzt, die Maulspalte erreicht jedoch nicht Augenhöhe. Auf der Seitenlinie befinden sich keine Schuppen.
Die Regenbogenmakrele ist ein Speisefisch und daher von Bedeutung für die kommerzielle Fischerei. Sie ist auch bei Hochseeanglern beliebt.

## Verbreitungsgebiet
Schwerpunktmäßig im Atlantik im Golf von Mexiko, in der Karibik, vor den Westindischen Inseln, doch vereinzelt von Massachusetts bis Nordbrasilien anzutreffen. Auch im Ostpazifik, vom Cabo San Lucas (Baja California) bis an die Küsten des nördlichen Südamerika. In oberflächennahen Wasserschichten, zuweilen über Riffen.

## Ernährungsweise
Wie die meisten Makrelenartigen, die zu den Barschähnlichen Fischen gehören, hat die Regenbogen-Makrele eine räuberische Lebensweise. Sie ernährt sich von größeren Krebstieren im Zooplankton und kleinen Fischen.

## Verhalten
Sehr lebhafter Fisch, ähnlicher Jäger wie der Cobia, oft als Begleitung von Haien und Pilotfischen anzutreffen. Stachelmakrelen sind ständige Schwimmer, die sich öfters zu Schulen zusammenfinden, so auch die Regenbogenmakrele.

## Vermehrung
Über die Vermehrung, etwa Laichzeit, ist wenig bekannt. Vermutlich wie bei anderen Stachelmakrelen pelagisch treibende Eier, die Ölkügelchen enthalten, weshalb der Laich frei im Wasser schwimmt. Die schlüpfenden Larven ernähren sich dann von ebenfalls frei schwebendem Plankton.